# ام. کالدول باتلر
منلی کالدول باتلر (Manley Caldwell Butler)‏ (۲ ژوئن ۱۹۲۵–۲۹ ژوئیه ۲۰۱۴)، وکیل و سیاستمدار آمریکایی بود که به‌طور وسیع به دلیل اتحاد، محبوب بودن بین دو حزب و شجاعتش مورد تحسین واقع شده‌است. او که بومی رونوک بود، در ابتدا به عنوان عضوی از حزب جمهوری‌خواه در مجمع عمومی ویرجینیا (۱۹۶۲–۱۹۷۲) و بعداً در مجلس نمایندگان ایالات متحده (۱۹۷۲–۱۹۸۳)، در شهر خانگی خود و جامعه وسیعتر خدمت نمود.

## اوان زندگی و خانواده
باتلر که در رونوک ویرجینیا بدنیا آمده بود، فرزند ویلیام ویلسون ساموئل باتلر و سارا پوج کالدول سابق بود. باتلر در مدارس عمومی شرکت کرد. او پیشاهنگ عقاب بود که در ۱۹۴۲ میلادی از دبیرستان جفرسن سنیور فارغ‌التحصیل گشت. سپس مطالعات پسا فارغ‌التحصیلی را در ریچموند شروع کرد و سپس به «نیروهای آموزشی افسران ذخیره» (ROTC) پیوست. باتلر پس از آموزش در دانشگاه کلمبیا، برای مأموریت همراه با یک دسته در نیروهای دریایی ایالات متحده فرستاده شده و برای فرماندهی قایق نجاتی در رود ایلند گماشته شد. باتلر طی انفصالش در ۱۹۴۶ میلادی، مدارج کارشناسیش را در دانشگاه ریچموند در ۱۹۴۸ میلادی تکمیل نمود. او به شارلوتزویل رفت تا در مدرسه حقوق دانشگاه ویرجینیا شرکت کند و با درجه LLB در ۱۹۵۰ میلادی فارغ‌التحصیل گشت. او عضوی از انجمن فی بتا کاپا، نشان گیسوپوش و جامعه راون بود.
او با ژوئن پارکر نولد از ریچموند ازدواج کرد و زندگی مشترک ۶۴ ساله‌شان ۴ پسر را به بار آورد: مانلی، هنری، جیمی و مارشال. باتلر عضو دائم العمر کلیسای اسقفی سنت جان در رونوک بود و در نمازخانه آن خدمت نمود. او از نسل قاضی ارشد جان مارشال بود و در هیئت بنیاد جان مارشال خدمت نمود. پدر پدربزرگ او جیمز ای. واکر نیز وکیل ویرجینیا، سیاستمدار و ژنرال مؤتلفه طی جنگ داخلی آمریکا بود.

## حرفه
باتلر در ۱۹۵۰ میلادی در کانون وکلای ویرجینیا پذیرفته شد و فعالیت حقوقی خصوصی خود را در رونوک شروع نمود.
اولین کمپین سیاسی باتلر برای شورای شهر رونوک در ۱۹۵۸ میلادی بود که در آن باخت. با اینحال در ۱۹۶۱ میلادی، باتلر اولین جمهوری‌خواهی بود که از رونوک در خانه نمایندگان ویرجینیا از ۱۹۰۱ میلادی نمایندگی می‌کرد. در نا آرامی‌های گسترده در رابطه با بسته شدن مدارس عمومی ویرجینیا که ناشی از سوگند سناتور ایالات متحده، هری اف. بیرد در جهت مقاومت توده‌ای در مقابل تصمیمات دادگاه عالی ایالات متحده در پرونده «براون در برابر هیئت آموزش» بود، باتلر کهنه سرباز سازمان بیرد، جولیان اچ. رادرفورد جونیور را که از ۱۹۴۸ میلادی خدمت کرده بود شکست داد.
باتلر در خانه نمایندگان (سمت پاره وقت) از ۱۹۶۲ تا ۱۹۷۱ میلادی از رونوک نمایندگی کرد. او با فساد مبارزه کرد، همچون فساد مربوط به فرستاده عالی‌رتبه برای بزرگراه محلی که دچار تعارض منافع بود و سامانه دو-حزبی را همزمان با فروپاشی سازمان بیرد مجدداً آحیاء کرد. باتلر درگیر مناقشات جدیدی شد که ناشی از توافقات بودند و همچنین درگیر تصمیمات دادگاه عالی در پرونده دیویس در مقابل مان و قوانین حقوق مدنی فدرال شد.
سپس او درخواست کمک برای احیای سامانه دو حزبی ویرجینیا کرد که «بزرگترین شوک زندگیم بود». باتلر به عنوان رئیس انجمن حزبی مشترک از ۱۹۶۴ تا ۱۹۶۶ میلادی خدمت نمود و از ۱۹۶۶ تا ۱۹۷۱ میلادی رهبر اقلیت را برعهده داشت. باتلر هنگامی که از رونوک در خانه نمایندگان نمایندگی می‌کرد، در کنار کوسن گرگوری دموکرات تا ۱۹۶۳ میلادی و سپس در کنار ویلیام ام. اندرسون خدمت کرد. در انتخابات ۱۹۷۱، ری ال. گارلند و جان سی. تاولر جانشین اندرسون و باتلر شدند. در ۱۹۷۰ میلادی، شریک قانونی او لینوود هولتون به عنوان فرماندار ویرجینیا انتخاب شد. هولتون سپس توانایی باتلر را برای ایجاد اتحاد و همچنین تواناییش در تمرکز بر روی مسائل خاص را خاطر نشان ساخت.
هنگامی که نماینده ایالات متحده، ریچارد اچ. پاف، همکار جمهوری‌خواه او استعفا داد، باتلر نامزدی جمهوری‌خواه برای پر کردن خلأ ناشی از آن در حوزه انتخابیه ششم در رونوک را برنده شد. او در دو انتخابات در روز انتخابات شرکت کرد، یکی انتخابات مخصوص برای ایجاد تعادل دوره دهم پاف و دیگری انتخابات عادی برای دوره دوسالانهٔ کامل که در هردو هم پیروز شد. او در ابتدا از رئیس‌جمهور ریچارد نیکسون حمایت کرد و پیروزی خویش را ناشی از زمین‌لرزه نیکسون در انتخابات ۱۹۷۲ میلادی می‌دانست. با این حال، هنگامیکه نوارهای واترگیت حقه‌های کثیف و مغالطات مطرح شده در کاخ سفید را هویدا ساخت، باتلر به شش جمهوری‌خواه و سه دموکرات محافظه‌کار جنوبی پیوست که خودشان را رابطه با زیر سؤال بردن رفتار نیکسون، «اتحاد نامقدس» می‌شناختند. نماینده تازه‌کار توجهات ملی را در ۲۵ ژوئیه ۱۹۷۴ میلادی جلب کرد، هنگامی که حمایتش را از استیضاح اعلان نمود. او خطاب به جمهوری‌خواهانی که مدت‌ها علیه عدم صداقت و رفتار مجرمانه حکومتی کمپین زده بودند گفت که «واترگیت مایه شرم ماست». دو روز بعد، کمیته قضایی در اشاره به سه ماده استیضاح رأی دادند، در حالی که باتلر به دوتا از آن ماده‌ها رأی داد. نیکسون ماه بعد از مقام ریاست جمهوری استعفا داد.
باوجود هشدارهای مادرش در مورد در معرض خطر قرار دادن حرفه سیاسیش، باتلر هرگز رأیش را توجیه نکرد، گرچه که ممکن است همکاران جمهوری‌خواهش با گمارش مأموریت‌های نچندان دلچسب کمیته به او، به نوعی او را تنبیه کردند. آنهایی که باتلر را می‌شناختند گفتند که او «رها از سیاست بود» و بیشتر شبیه یک قاضی عمل می‌نمود.
به نظر می‌رسید که رأی دهندگان از شجاعت باتلر در ۱۹۷۴ میلادی قدردانی کردند. در حالی که بسیاری از همکاران جمهوری‌خواه او به علت خشم ناشی از واترگیت در انتخابات شکست خوردند، باتلر رقیب دموکرات خود را با ۱۸ امتیاز شکست داد، گرچه که قاصر از کسب اکثریت شد. این آخرین باری بود که او با مخالفت اکثریت حزب در یک انتخابات مواجه می‌شد؛ او در ۱۹۷۶ میلادی تنها با یک مستقل مواجه شد و در ۱۹۷۸ و ۱۹۸۰ میلادی بلامعارض بود. جدا از استماعیه واترگیت، او در استماعیه نایب ریاست جمهوری گرالد فورد و نلسون راکفلر در ایجاد شرکت خدمات قانونی شرکت نمود. او مؤلف اصلی لایحه اصلاحیه ورشکستگی در ۱۹۷۸ میلادی بود. در ۱۹۸۲ میلادی تصمیم گرفت که به دنبال انتخابات مجدد نباشد، اما به جای آن فعالیت حقوقیش را در رونوک سال بعد آن همراه با بودز، راجرز و هلگروو ادامه داد، گرچه که او نیز در کمیسیون بازنگری ورشکستگی ملی طی ۱۹۹۵ تا ۱۹۹۷ میلادی خدمت نمود.

## مرگ و میراث
باتلر در ۲۹ ژوئیه ۲۰۱۴ میلادی در سن ۸۹ سالگی فوت کرد. همسر او ژوئن، یک ماه قبل او فوت کرد. چهار پسر و چندین نوه از آنها باقی ماندند. در ۲۰۰۲، اداره اصلی پوست رونوک به افتخار او تغییر نام یافت.
مقالات او اکنون در مدرسه حقوق دانشگاه واشینگتن و لی قرار دارند. باب گودلت، که زمانی عضوی از کارکنان باتلر بود، ششمین حوزه انتخابیه کنگره‌ای را از ۱۹۹۳ تا ۲۰۱۹ میلادی نمایندگی کرد. مشاور مطبوعاتی سابق او، ریچارد کولن بعداً به مدرسه حقوق رفته و به عنوان دادستان ایالات متحده برای حوزه انتخابیه شرقی ویرجینیا گماشته شد (که از ۱۹۹۱ تا ۱۹۹۳ میلادی خدمت کرد) و سپس دادستان کل ویرجینیا شد (یک دوره منقضی نشده از ۱۹۹۷ تا ۱۹۹۸ میلادی را پر می‌کرد).